# Aquasella
Aquasella es un festival de música electrónica que se celebra cada año en Arriondas, Parres, Principado de Asturias, España.Creado por Francisco de Borja Arboleya Becerra y organizado por La Real Producciones. La edición número 28 tendrá lugar los días 14, 15, 16 y 17 de agosto de 2025. La primera edición del festival fue en el año 1997 con una asistencia aproximada de un millar de personas y en la edición del año 2022 acudieron más de 40.000 asistentes y esperan superar el récord de asistencia para el año 2023.
Aquasella se ha convertido con el paso de los años en un referente internacional dentro de los festivales de música electrónica y cuenta con artistas invitados de fama internacional como Carl Cox, Sven Väth, Ben Sims, Óscar Mulero, Technasia, Eric Sneo o Luciano entre otros muchos.
El recinto del festival en la edición de 2011 estaba compuesto por 3 escenarios, zona de acampada, aparcamiento, servicios, duchas y puestos de comida y bebida dentro del recinto. Cada escenario tiene un estilo de música distinto: Open Air, El Bosque y Carpa La Real.
La fecha del festival casi siempre coincidía con el Descenso Internacional del Sella que se celebra anualmente entre Arriondas y Ribadesella, aunque a partir de la 19 edición de 2015, se celebra una vez pasado este. Aproximadamente en la segunda quincena del mes de agosto, siendo el próximo el 14, 15, 16 y 17 de agosto de 2025.

## Galería de imágenes

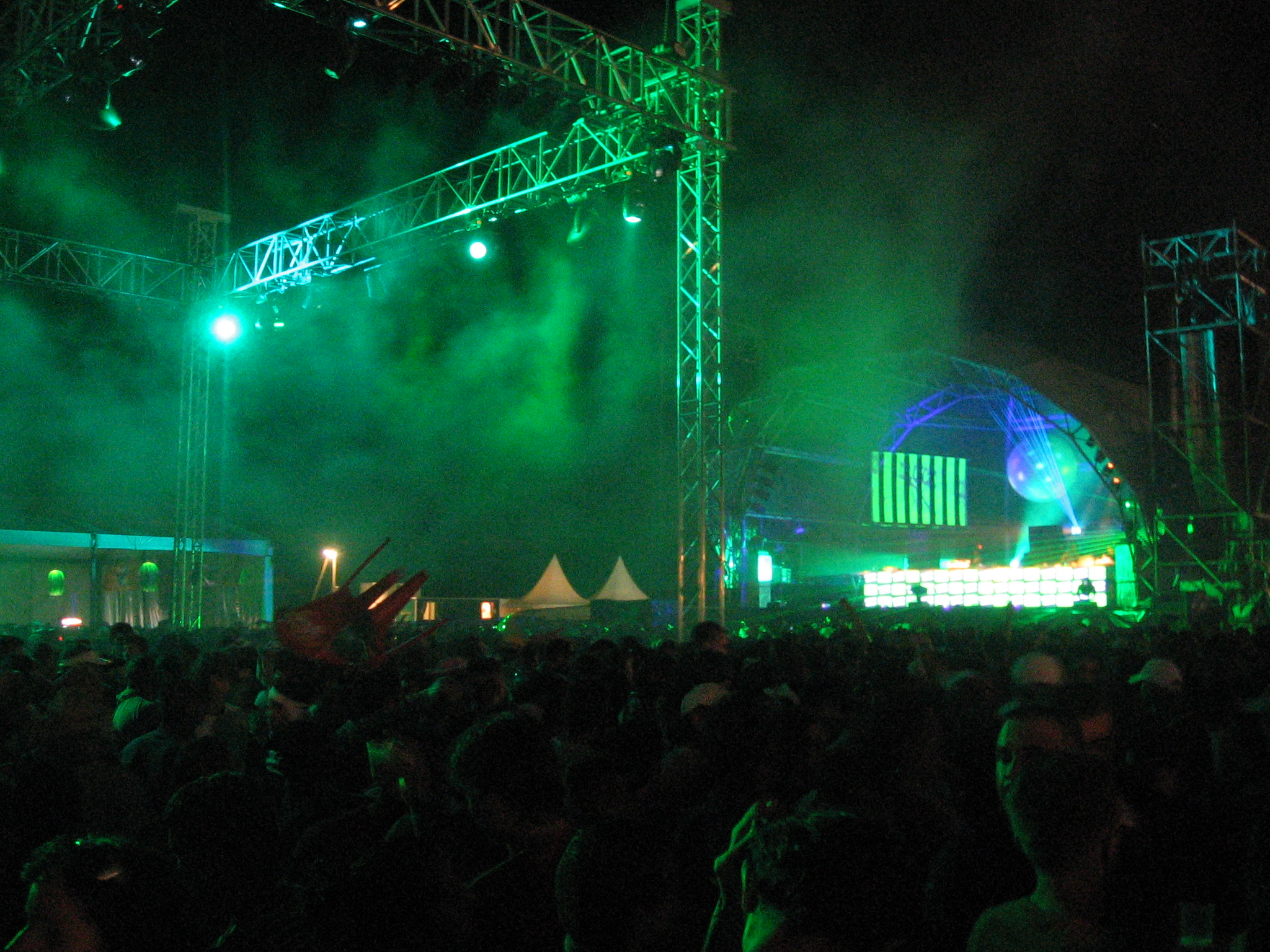
Aquasella 2006.
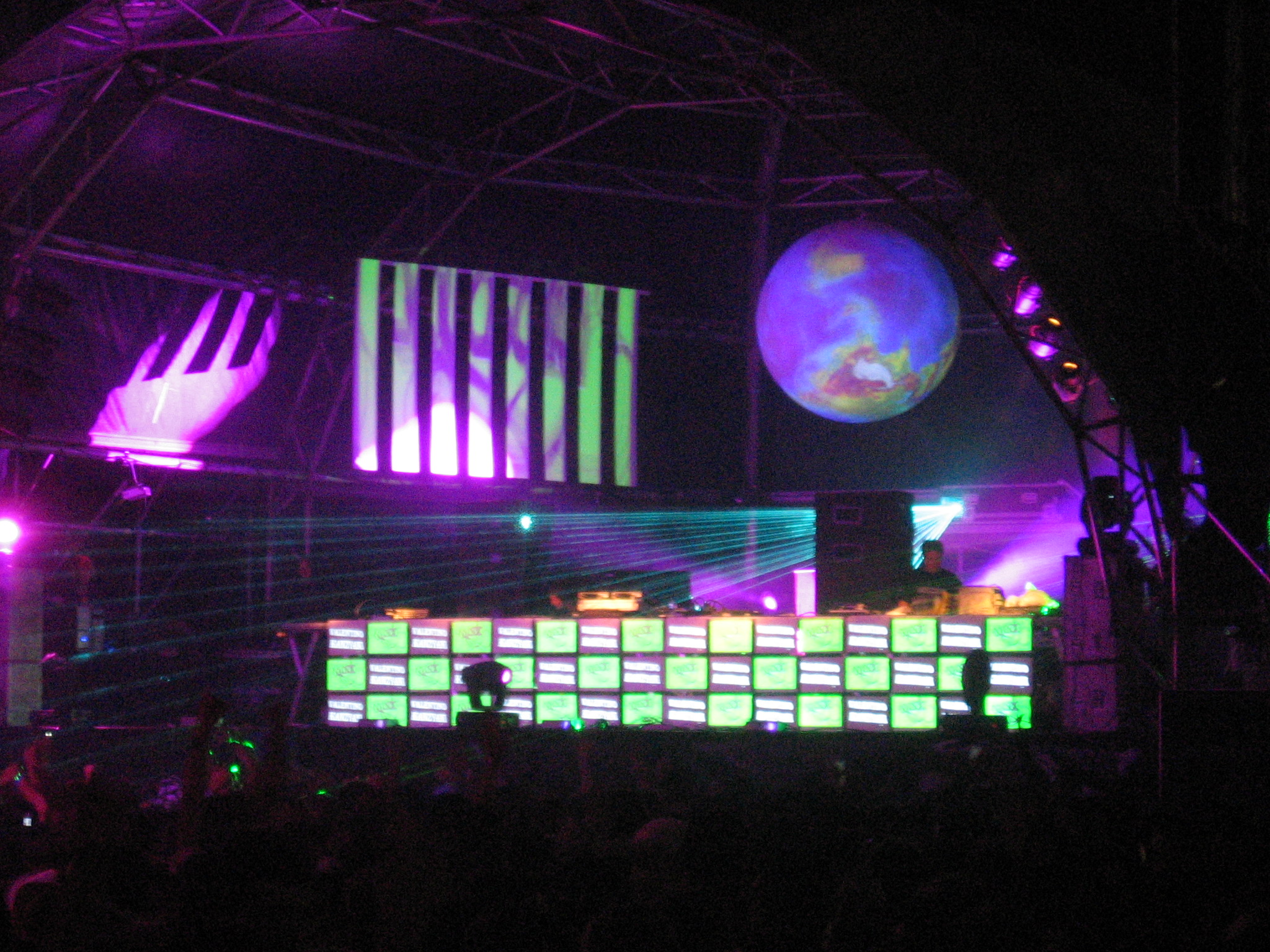
Aquasella 2006.
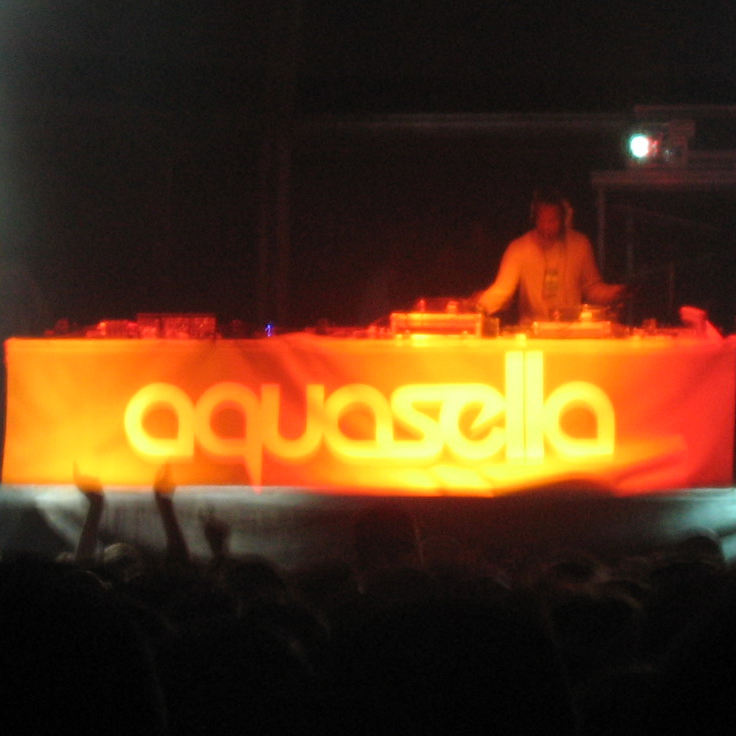
Stacey Pullen carpa Open Air de Aquasella 2005.
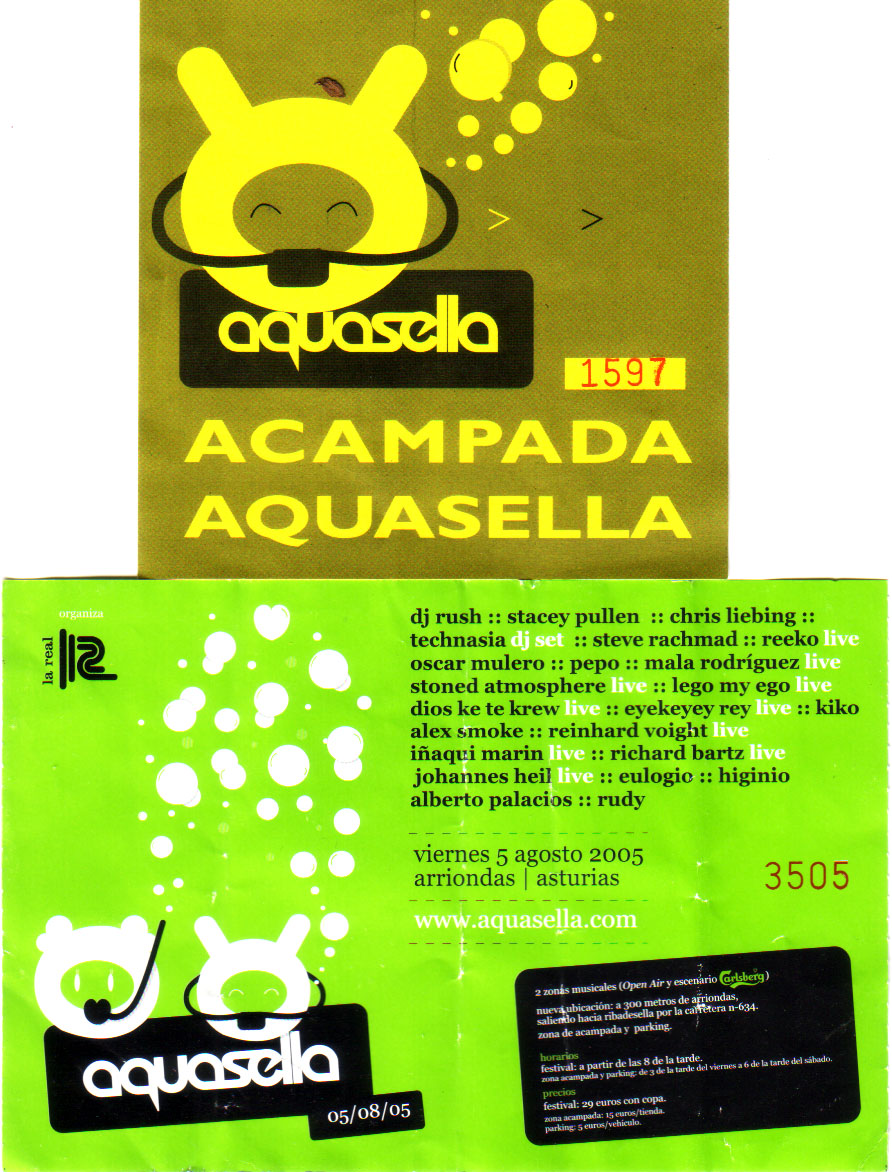
El ticket del aparcamiento y la entrada del Aquasella 2005.